# Uściąż
Uściąż – wieś w Polsce położona w województwie lubelskim, w powiecie opolskim, w gminie Karczmiska.
W latach 1975–1998 miejscowość należała administracyjnie do ówczesnego województwa lubelskiego.
Wieś stanowi sołectwo w gminie Karczmiska. Według Narodowego Spisu Powszechnego z roku 2011 wieś liczyła 466 mieszkańców.
Wierni Kościoła rzymskokatolickiego należą do parafii św. Jana Chrzciciela i św. Bartłomieja Apostoła w Kazimierzu Dolnym.

## Historia
Uściąż, wieś w dokumentach źródłowych występuje w roku 1434 jako „Vszczancs”, 1477 „Vsczyandz”, 1470-80 „Usczacz”, 1488 „Usczyancz”, 1501 „Wsczacz”, 1529 „Vscyądz”, położona w kierunku południowo-wschodnim 5 km od Kazimierza Dolnego.
Historycznie położona w powiecie lubelskim, parafii Kazimierz tam umieszcza ją Długosz (L.B. t.II 554). Wieś stanowiła w tamtym czasie własność królewską. W roku 1434 występuje tu Jan Piętka z Uścieża. W roku 1477 Mikołaj z Ostrowa tenutariusz królewski kazimierski odstępuje wieś „Uścierz” niejakiej Piechnicy wdowie po Janie z Psar kasztelanie halickim. W roku 1488-1510 była tu tenuta kazimierska. Z akt poborowych roku 1509 wiadomo że było 4 kmieci, z których 1 zamiast powinności warzy piwo zamkowe, suma czynszów wynosiła 1 ½ grzywny. Dziesięciny z całej wsi w wysokości 3 grzywien oddawane są w 1529 roku plebanowi w Kazimierzu.

W pierwszej połowie XVI wieku Uściąż był dobrem królewskim użytkowanym przez możny ród Firlejów, którzy użytkowali te ziemie aż do 1644 roku.
W roku 1676 wieś była w posesji Polanowskiego, chorążego sanockiego (wraz z Karczmiskami i Bzeczycą), płaci on pogłowne od 28 poddanych (Pawiński, Kod. Małopolski, 22). W 1786 roku wieś królewska w starostwie kazimierskim województwa lubelskiego.
Spis ludności diecezji krakowskiej z 1787 roku podawał, że wieś Usiądz w parafii kazimierskiej liczyła 77 mieszkańców w tym 4 Żydów.
Po 1795 roku Uściąż nadal należał do dóbr starostwa kazimierskiego, a leśnictwo Uściąż należało do folwarku Rzeczyca. W 1827 roku wieś liczyła 17 domów wieś i 109 mieszkańców. W 1864 roku ziemia dworska została uwłaszczona i powstało tu 18 gospodarstw włościańskich.
Według danych spisu powszechnego z 1921 roku Uściąż w gminie Rogów liczył 68 domów i 449 mieszkańców.